# Aizecourt-le-Haut
Aizecourt-le-Haut is een gemeente in het Franse departement Somme (regio Hauts-de-France) en telt 84 inwoners (2009). De plaats maakt deel uit van het arrondissement Péronne.

## Geografie
De oppervlakte van Aizecourt-le-Haut bedraagt 3,6 km², de bevolkingsdichtheid is dus 23,3 inwoners per km².
De onderstaande kaart toont de ligging van Aizecourt-le-Haut met de belangrijkste infrastructuur en aangrenzende gemeenten.

## Demografie
Onderstaande figuur toont het verloop van het inwonertal (bron: INSEE-tellingen).